# Hololena mimoides
Hololena mimoides är en spindelart som först beskrevs av Chamberlin 1919.  Hololena mimoides ingår i släktet Hololena och familjen trattspindlar. Inga underarter finns listade i Catalogue of Life.